# Magdalena Samozwaniec

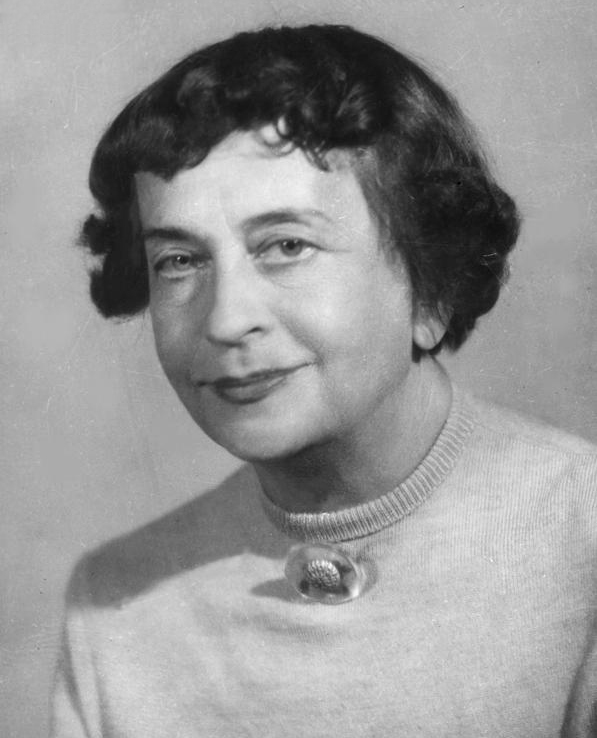
Magdalena Samozwaniec

Magdalena Anna Samozwaniec (* 26. Juni 1894 in Krakau; † 20. Oktober 1972 in Warschau) war eine polnische Schriftstellerin und Satirikerin.

## Biografie
Magdalena Samozwaniec geb. Kossak war die Enkelin von Juliusz Kossak, Tochter des polnischen Malers Wojciech Kossak und Maria Kisielnicka, Schwester von Jerzy Kossak und Maria Pawlikowska-Jasnorzewska. Sie war die Cousine der Schriftstellerin Zofia Kossak-Szczucka und des polnischen Journalisten Rafał Podraza, der 2007 ihre Biografie veröffentlichte.
Sie erhielt Hausunterricht und sprach fließend Deutsch, Englisch und Französisch. Zeitweise besuchte sie die Kunstschule für Frauen in Krakau.
Von 1921 bis 1928 war sie mit dem polnischen Diplomaten Jan Starzewski verheiratet, mit dem sie eine Tochter Teresa (1922–2017) hatte.
 
Im November 1945 heiratete sie Zygmunt Niewidowski.
Samozwaniec wurde auf dem Soldatenfriedhof Powązki in Warschau beigesetzt.

### Literarisches Wirken
1908 debütierte Samozwaniec mit der Humoreske Wycieczka mamy do miasta (deutsch: Mamas Ausflug in die Stadt), die in der Zeitschrift Nowiny Krakowskie veröffentlicht wurde. Ihr 1922 erschienenes Buch Na ustach grzechu. Powieść z życia wyższych sfer towarzyskich, eine Parodie auf „Trędowata“, brachte ihr literarischen Erfolg.
Ab 1923 veröffentlichte sie zahlreiche satirische Arbeiten in polnischen Zeitschriften wie Pani, Cyrulik Warszawski, Bluszcz, Tygodnik Ilustrowany, Naokoło Świata und Tęcza. Sie wurde zu einer Pionierin der Schriftstellertreffen und reiste bis zu ihrem Tod zu solchen Treffen in ganz Polen.
1933 veröffentlichte sie einen weiteren Bestseller, Wielki szlem, der ihr den Titel „Polens einzige weibliche Satirikerin“ einbrachte. Zwischen 1934 und 1936 trat sie in Kabaretts in Poznań auf. 1944 veröffentlichte sie im literarischen Untergrund Fraszki Magdaleny Samozwaniec.
Nach dem Krieg veröffentlichte sie zahlreiche satirische Artikel in Zeitschriften wie Przekrój, Szpilki, Dziennik Polski, Trybuna Robotnicza und Kocynder. Ab 1946 ließ sie sich dauerhaft in Warschau nieder. 1956 erschien ihr dritter Bestseller Maria und Magdalena, die Erinnerungen ihrer Schwester Maria Pawlikowska-Jasnorzewska, in denen sie die Realität der Zwischenkriegszeit beschreibt. 1970 besuchte sie in London Stefan Jasnorzewski, den Ehemann ihrer verstorbenen Schwester. Der Besuch stand im Zusammenhang mit der Arbeit an der Biographie von Maria Pawlikowska-Jasnorzewska, die 1973 nach ihrem Tod unter dem Titel Zalotnica niebieska veröffentlicht wurde.

### Trivia
Bei Renovierungsarbeiten in der Villa Kossakówka in Krakau wurden 2014 die Schulhefte von Magdalena Samozwaniec gefunden.

## Werke

### Bücher
- Na ustach grzechu • Powieść z życia wyższych sfer towarzyskich, Kraków 1922
- Czy chcesz być dowcipny? Straszliwe opowieści „na wesoło”, Warszawa 1923
- Malowana żona, Warszawa 1924
- Kartki z pamiętnika młodej mężatki, Warszawa 1926
- Starość musi się wyszumieć, Warszawa 1926
- Mężowie i mężczyźni, Warszawa 1926
- O kobiecie, która znalazła kochanka: powieść osnuta na tle najbliższej, nieokreślonej bliżej przyszłości. Rzecz dzieje się w Krakowie, Warszawa 1930
- Wielki szlem • Powieść tylko dla brydżystów, Warszawa 1933
- O dowcipnym mężu dobrej Ludwiki: powieść, Warszawa 1933
- Ponura materialistka: nowele, Poznań 1934
- Świadome ojcostwo, Warszawa 1936
- Maleńkie karo karmiła mi żona, Warszawa 1937
- Wróg kobiet, Warszawa 1938
- Piękna pani i brzydki pan, Warszawa 1939
- Królewna Śmieszka, Kraków 1942
- Fraszki Magdaleny Samozwaniec. Wiek XX, Kraków 1944
- Tylko dla kobiet, Katowice, 1946
- Błękitna krew, Kraków 1954
- Moja wojna trzydziestoletnia, Warszawa 1954
- Maria i Magdalena, Kraków 1956
- Tylko dla mężczyzn, Katowice 1958
- Młodość nie radość: powieść satyryczna, Warszawa 1960
- Czy pani mieszka sama? Katowice 1960
- Pod siódmym niebem, Warszawa 1960
- Tylko dla dzieci: wiersze i bajki satyryczne dla młodszych i starszych, Kraków 1960
- Komu dziecko, komu? Powieść satyryczno-obyczajowa, Warszawa 1963
- Tylko dla dziewcząt, Warszawa 1966
- Szczypta soli, szczypta bliźnich, Warszawa 1968
- Krystyna i chłopy, Warszawa 1969
- Zalotnica niebieska, Warszawa 1973

### Bühnenwerke
- Malowana żona (1924)
- Margrabina de Bois de Boulogne (1926)
- Kukiełki u Hawełki (1934)
- Panowie nie lubią miłości (1933)
- Wanda nie chce Niemca (1945)
- Ich troje (1949)
- Hotel Belle-voue (1958)
- Zaczarowana czapka (1964)
- U mnie w domu kanarka nie będzie (1967)
- Miłość w trzech aktach (1970)
- Poruszymy z posad starych (1972)